# Kaiserworth
 (avril 2023).
Kaiserworth est le nom d'un bâtiment historique de la vieille ville de Goslar. en Allemagne. L'édifice actuel, situé sur la place du marché, a été bâti à la fin du XVe siècle et fut le siège de la guilde des grands commerçants. Aujourd'hui un hôtel, il fait partie, avec le centre historique de Goslar et les mines de Rammelsberg, du patrimoine mondial de l'UNESCO..

## Historique
Cet ancien siège de la guilde a été construit vers 1494 sur les fondations d'une première maison de guilde datant de 1274. L'association médiévale des marchands à la ville impériale de Goslar s'appelait Worthgilde et était une des fédérations la plus importantes qui dirigèrent la cité.

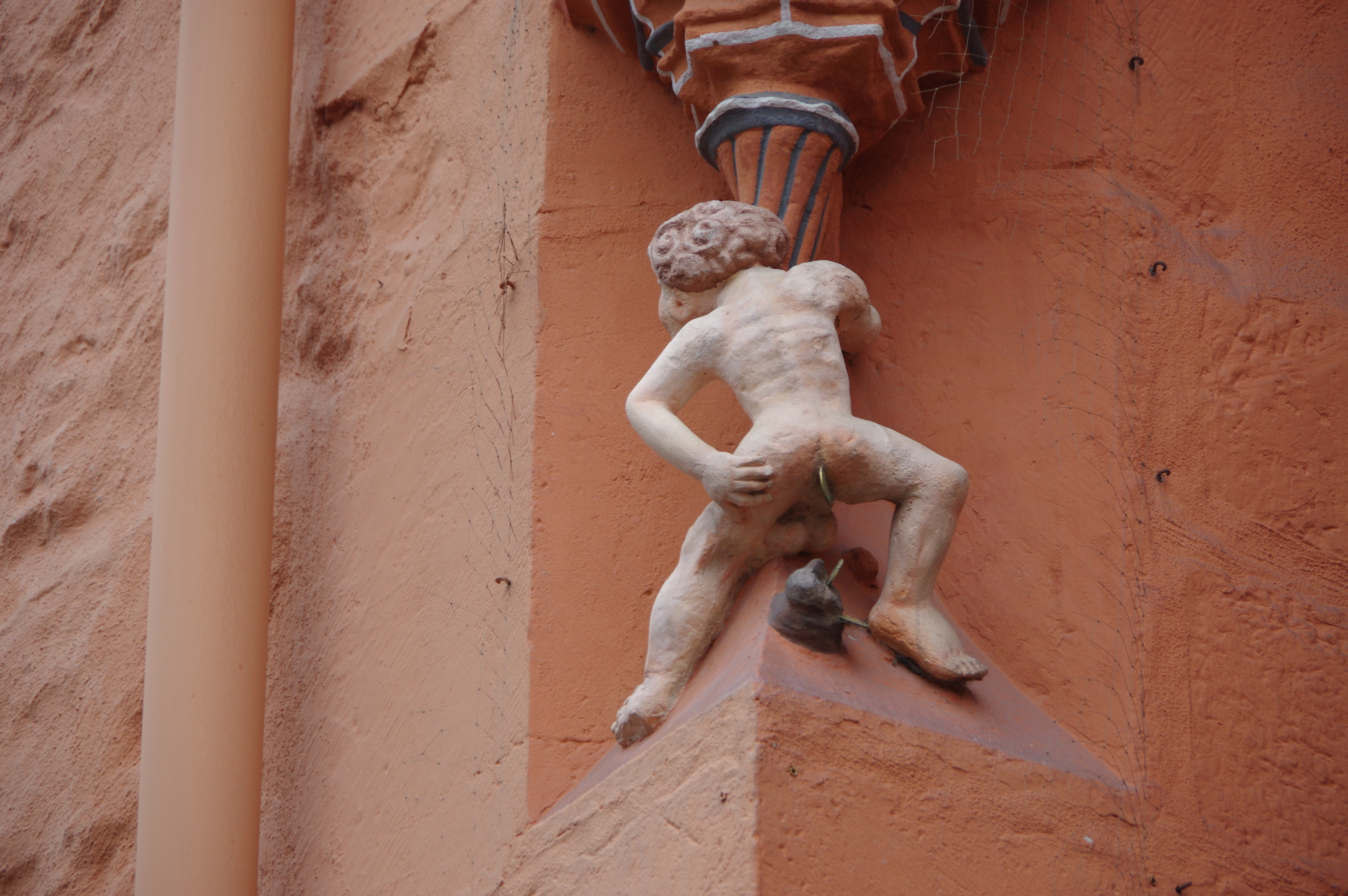
Ducat mâle.

L'imposant édifice avec ses arcades et ses consoles témoigne de la richesse des propriétaires et de la ville à cette époque. Les figures d'Abondance, la déesse de l'abondance, et le rude « ducat mâle » accroupi sous elle se réfèrent à cette prospérité.

## Le bâtiment
Le bâtiment est un édifice gothique tardif à deux étages avec un toit à pignon. Une baie vitrée polygonale est attachée à l'axe central de l'étage supérieur, qui se prolonge dans la zone du toit par une tourelle avec un capot incurvé. La tourelle et les lucarnes ne sont pas d'origine. Elles ont été rajoutées plus tard.
Une halle au rez-de-chaussée s'ouvre sur le marché avec six arcades. Elle offrait un espace pour les stands de vente. Du côté est se trouvent les sculptures en pierre d'Hercule et d'Abondance avec l'homme ducat en dessous.

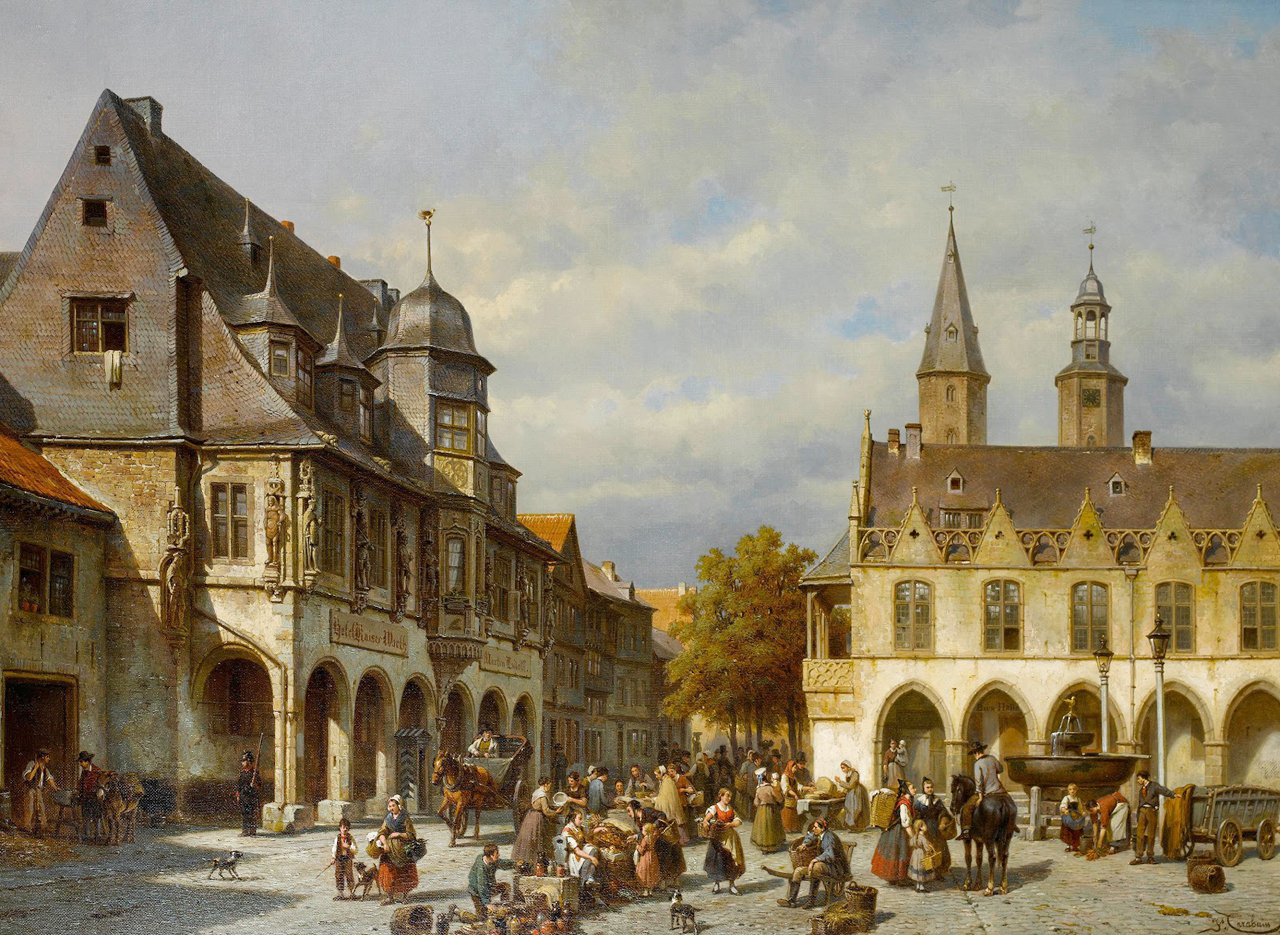
Jour de marché, Goslar, Allemagne, tableau de Jacques Carabain.

Des sculptures baroques en bois de huit empereurs (Kaiser) se tiennent dans les niches entre les fenêtres de l'étage supérieur. Ils reposent sur des consoles décorées de personnages et sont couronnés de verrières. Sous le règne des empereurs ottoniens et saliens représentés (919 à 1138), la ville de Goslar a été fondée en 922 et a atteint son apogée au XIIe siècle avec son mur d'enceinte. La vieille ville avait sa taille d'aujourd'hui, restée près de 700 ans inchangée.
Les deux sculptures en pierre sont originales, tandis que les figures d'empereur (satirisées par Heinrich Heine dans son récit Die Harzreise) ne peuvent être attestées que depuis 1684.

## Importance actuelle
La maison est exploitée comme auberge et hôtel depuis 1831. Comme les mines de Rammelsberg situées près de la ville, la place du marché de Goslar, et avec elle l'hôtel, a été déclarée site du patrimoine mondial de l'UNESCO en 1992.

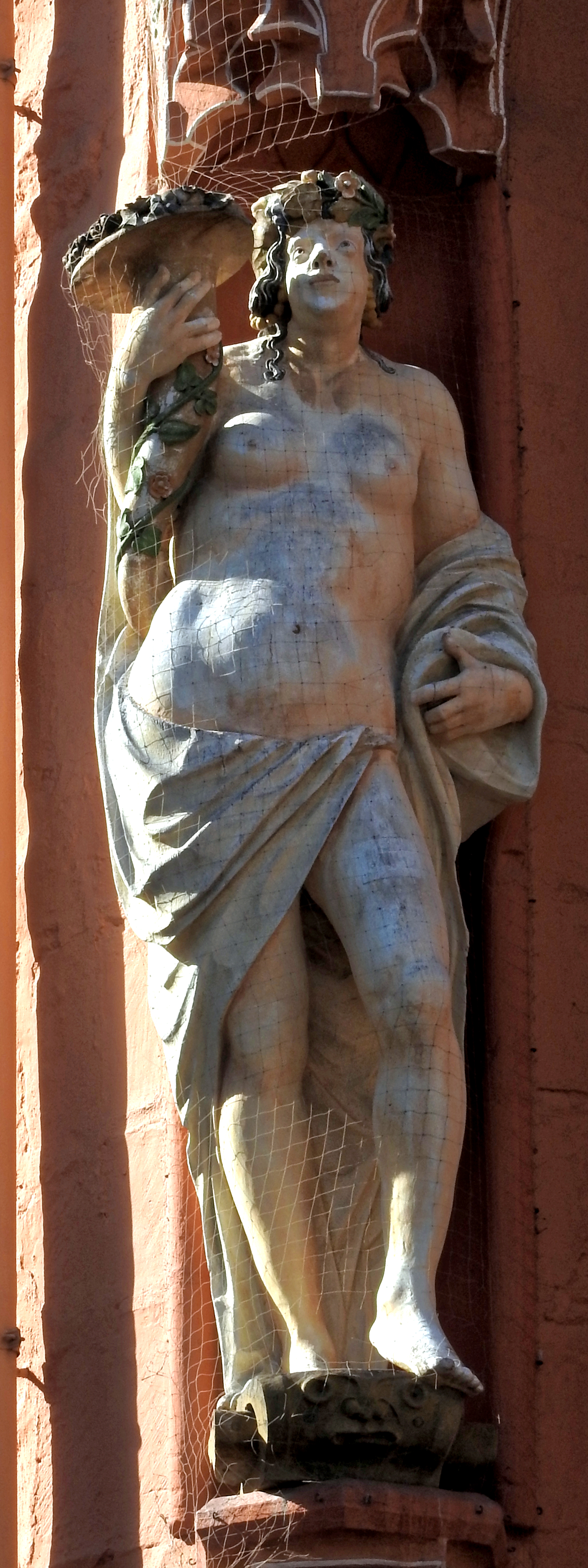
Abondance.
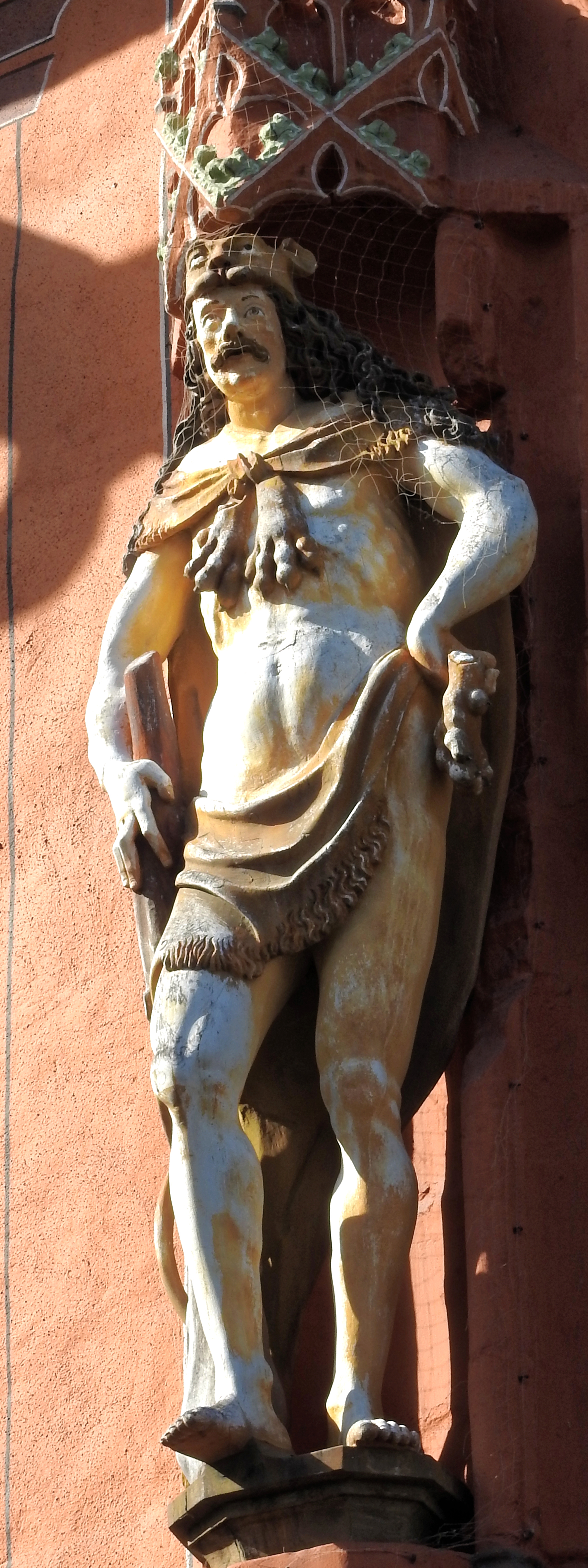
Hercule.
Hôtel Kaiserworth, 1907.
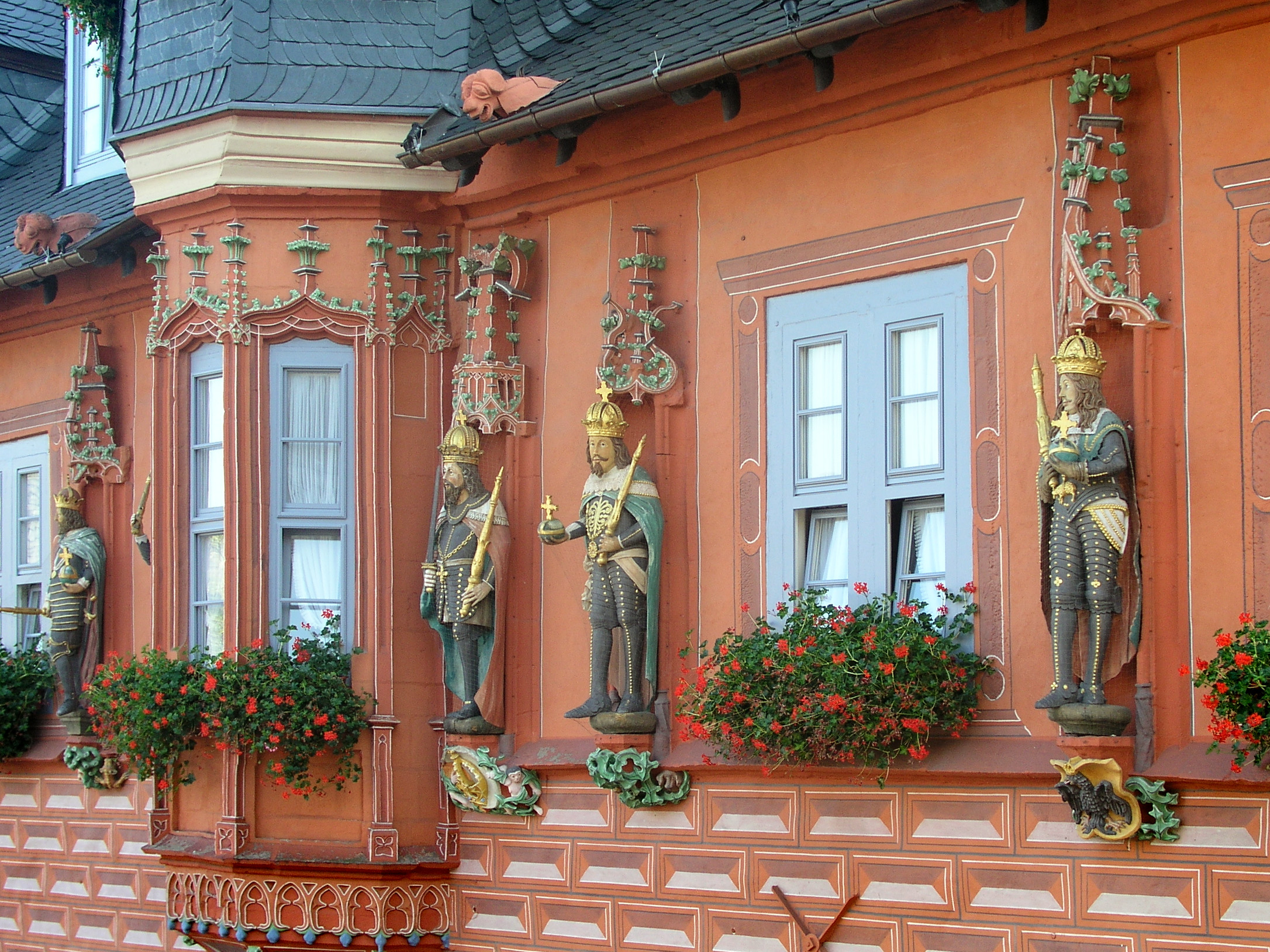
Figures d'empereur.
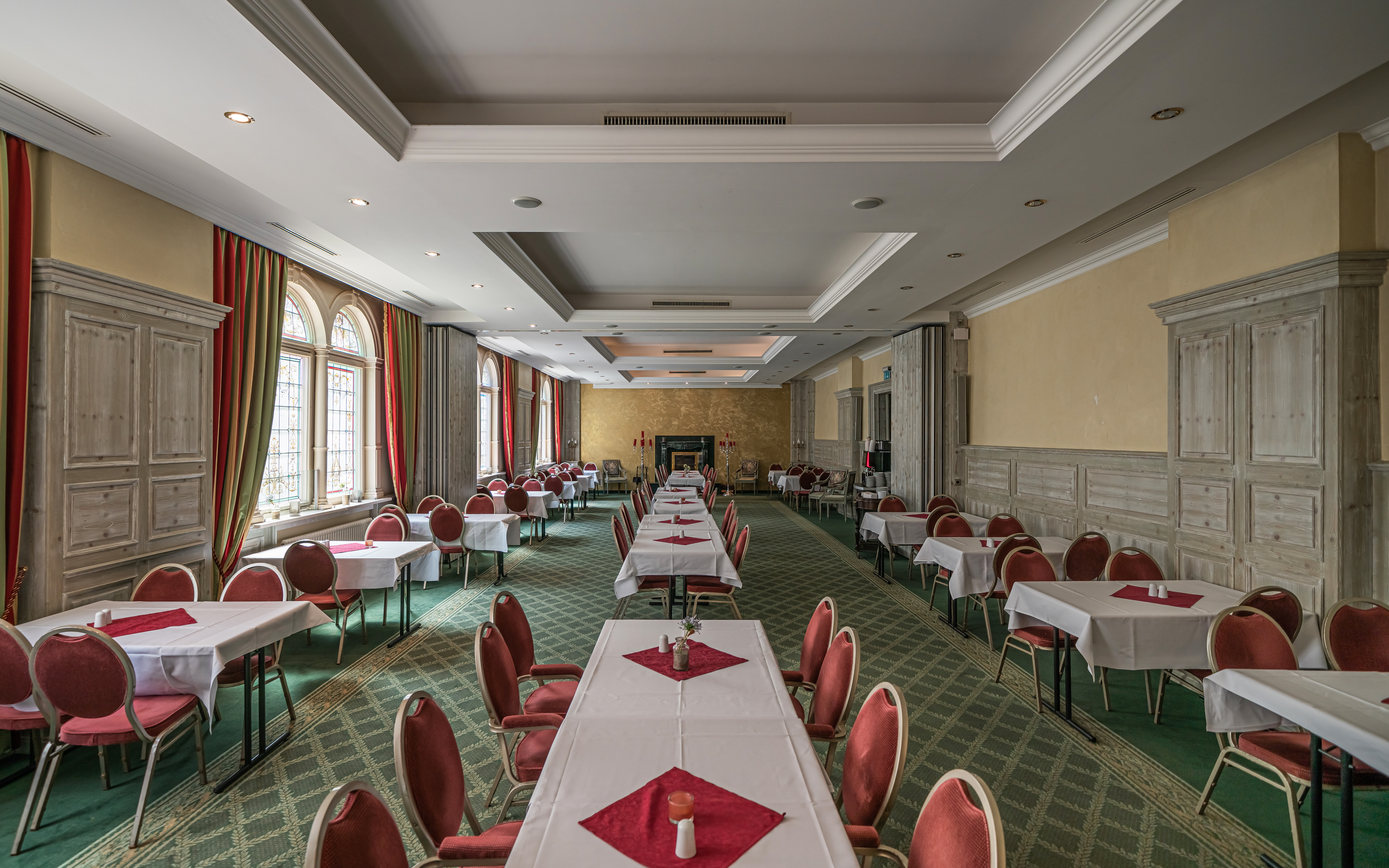
Intérieur.

## Littérature
- Werner Hillebrand : Goslar, Deutscher Kunstverlag, Munich, p. 17, 34,  (ISBN 3-422-00086-0)
- Georg Dehio, édition Gerd Weiß : Manuel des monuments d'art allemands, Brême, Basse-Saxe, révision 1992,  (ISBN 3-422-03022-0)

## Liens web
- Site Web de l'hôtel avec photos de l'intérieur

- (de) Cet article est partiellement ou en totalité issu de l’article de Wikipédia en allemand intitulé « Kaiserworth » (voir la liste des auteurs).